# Verliehausen
Verliehausen ist ein Dorf im südlichen Niedersachsen und ein Ortsteil der Stadt Uslar mit 371 Einwohnern.

## Lage
Verliehausen liegt gut fünf Kilometer südlich der Kernstadt von Uslar und acht Kilometer Luftlinie südöstlich des an der Weser gelegenen Fleckens Bodenfelde. Der Ort liegt an den südlichen Ausläufern des Sollings im Tal des Baches Schwülme. Auf einer Höhe von etwa 135 Metern in einem Talgrund gelegen wird Verliehausen von Wiesen und Feldern umgeben. Die überwiegend bewaldeten umgebenden Höhenzüge erreichen im Westen eine Höhe von 300 Metern und ragen im Osten bis auf über 400 Meter hoch auf.
Die Nachbarorte von Verliehausen sind Schoningen im Norden, Ahlbershausen im Westen und Offensen im Süden. Die Kreisstadt Northeim liegt 25 Kilometer Luftlinie weiter nordöstlich, Göttingen gut 20 Kilometer südöstlich. Die Landeshauptstadt Hannover liegt etwa 82 Kilometer nördlich von Verliehausen und Berlin gut 282 Kilometer nordöstlich.

## Geschichte
Erstmals wurde der Ort im Jahre 1318 im Lehnsbuch des Herzogs Otto des Milden von Braunschweig unter dem Namen Vrilighehusen erwähnt. Im Jahre 1585 lebten in Verliehausen 7 Ackerleute und 31 Kötner. Bezeugt ist, dass um die Mitte des 18. Jahrhunderts das adlige Geschlecht derer zu Hattorf in Verliehausen einen Rittersitz besaßen, zudem waren sie Inhaber des Zehnten und verschiedener Güter in der näheren Umgebung des Ortes, sowie im Dorf selbst. Während der Zeit des Königreichs Westphalen zähle das lutherische Dorf zum Departement der Leine und unterstand dem Distrikt Göttingen, in dem wiederum der Kanton Uslar eingegliedert war. Man zählte im Jahre 1813 insgesamt 285, welche in 45 Häusern wohnten. Mitte des 19. Jahrhunderts, losgelöst aus dem Westphälischen Königreich, nahm die Bevölkerung auf 397 Einwohner ab, das Dorf wurde im Gemeindeverband mit dem benachbarten Ort Schoningen verwaltet, beide Dörfer waren in das Amt Uslar eingegliedert.
Seit der Gebietsreform vom 1. März 1974 gehört die ehemals selbstständige Gemeinde zur neu gegründeten Großgemeinde „Stadt Uslar“.

### Bahnhof Verliehausen

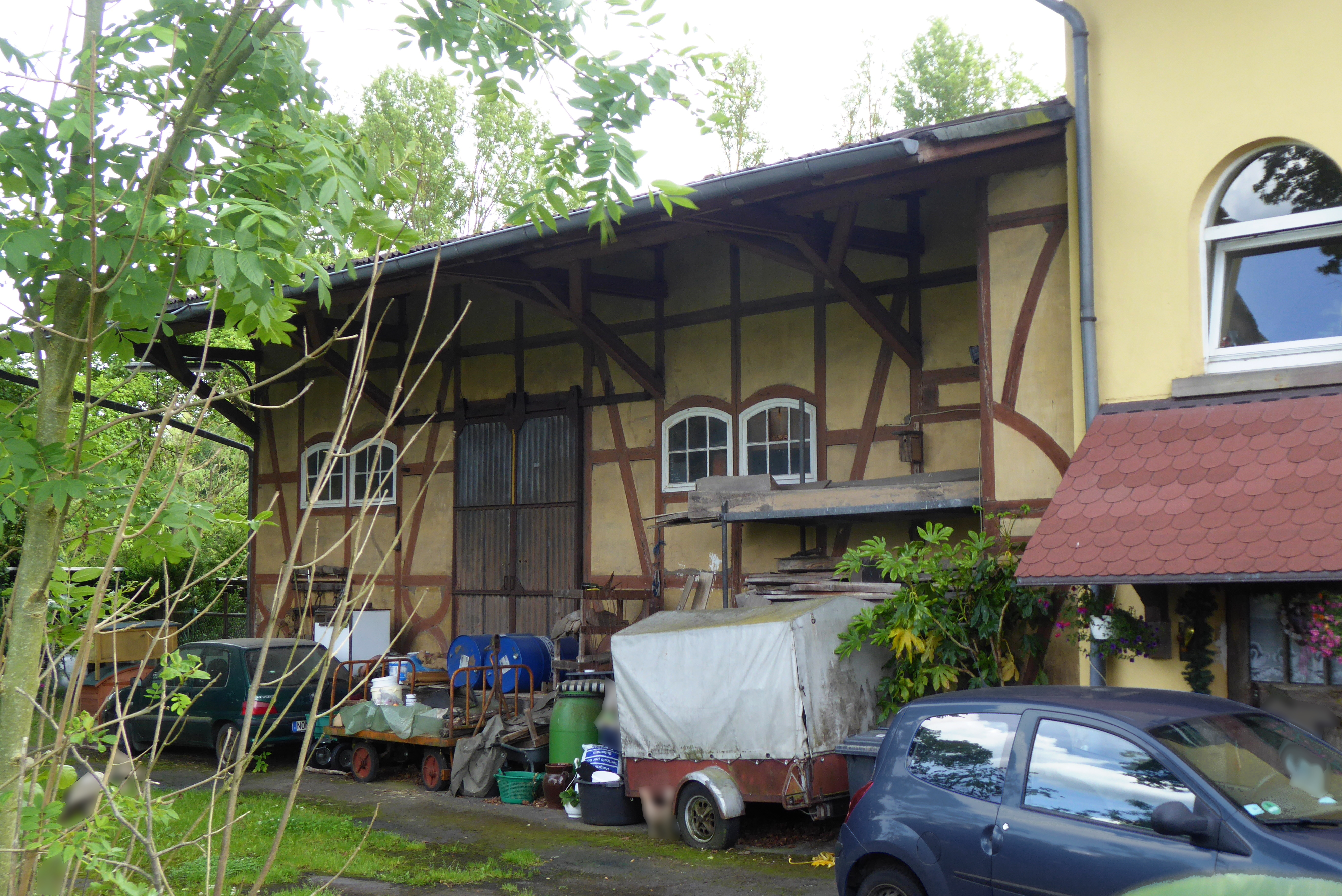
Denkmalgeschützter Güterschuppen des ehem. Bahnhofs, 2020

Der Bahnhof Verliehausen (Abkürzung: HVLH) war ein Durchgangsbahnhof an der Bahnstrecke Göttingen–Bodenfelde (km 28,2). Der Güterschuppen des Empfangsgebäudes (Adresse: Weserstraße 39) und die westlich des historischen Bahnhofs befindliche Eisenbahnbrücke sind denkmalgeschützt.
Die Bedienung des 1910 eröffneten Bahnhofs durch den Passagierverkehr wurde im Jahr 1988 eingestellt.  Die Wiedereröffnung dieses Haltepunktes ist mindestens seit 2006 im Regionalen Raumordnungsprogramm (RROP) des Landkreises Northeim und mit Untersuchungsbedarf im Angebotskonzept der Landesnahverkehrsgesellschaft Niedersachsen (LNVG) vorgesehen. Anfang April 2014 wurde seitens der CDU-Fraktion im Uslarer Stadtrat eine Wiedereröffnung eines Haltepunktes in Verliehausen ins Gespräch gebracht.
Im März 2019 wurde eine Machbarkeitsstudie eines Ingenieurbüros öffentlich, wonach eine Neueinrichtung eines Bahnhalts in Verliehausen möglich sei. Ein Vertreter der Landesnahverkehrsgesellschaft Niedersachsen begegnete dieser Forderung im Mai 2022 mit Skepsis und begründete dies, im Kontrast zur Einschätzung einiger Lokalpolitiker, mit zu geringem zusätzlichen Fahrgastpotenzial.

### Wappen
Das Wappen von Verliehausen zeigt im oberen Teil ein springendes silbernes Pferd auf rotem Grund, im unteren Teil einen grünen Kranz mit fünf roten Rosen auf silbernem Grund. Es symbolisiert damit durch das Symbol des Pferdes die Bedeutung der Landwirtschaft und die Lage im Land Niedersachsen, durch den Kranz die Tradition des Kirmestanzes.

## Politik
Verliehausen hat einen fünfköpfigen Ortsrat, der seit der Kommunalwahl 2021 ausschließlich von Mitgliedern des „Verliehäuser Wählerbündnisses“ besetzt ist. Die Wahlbeteiligung lag bei 72,88 Prozent.

## Sehenswürdigkeiten

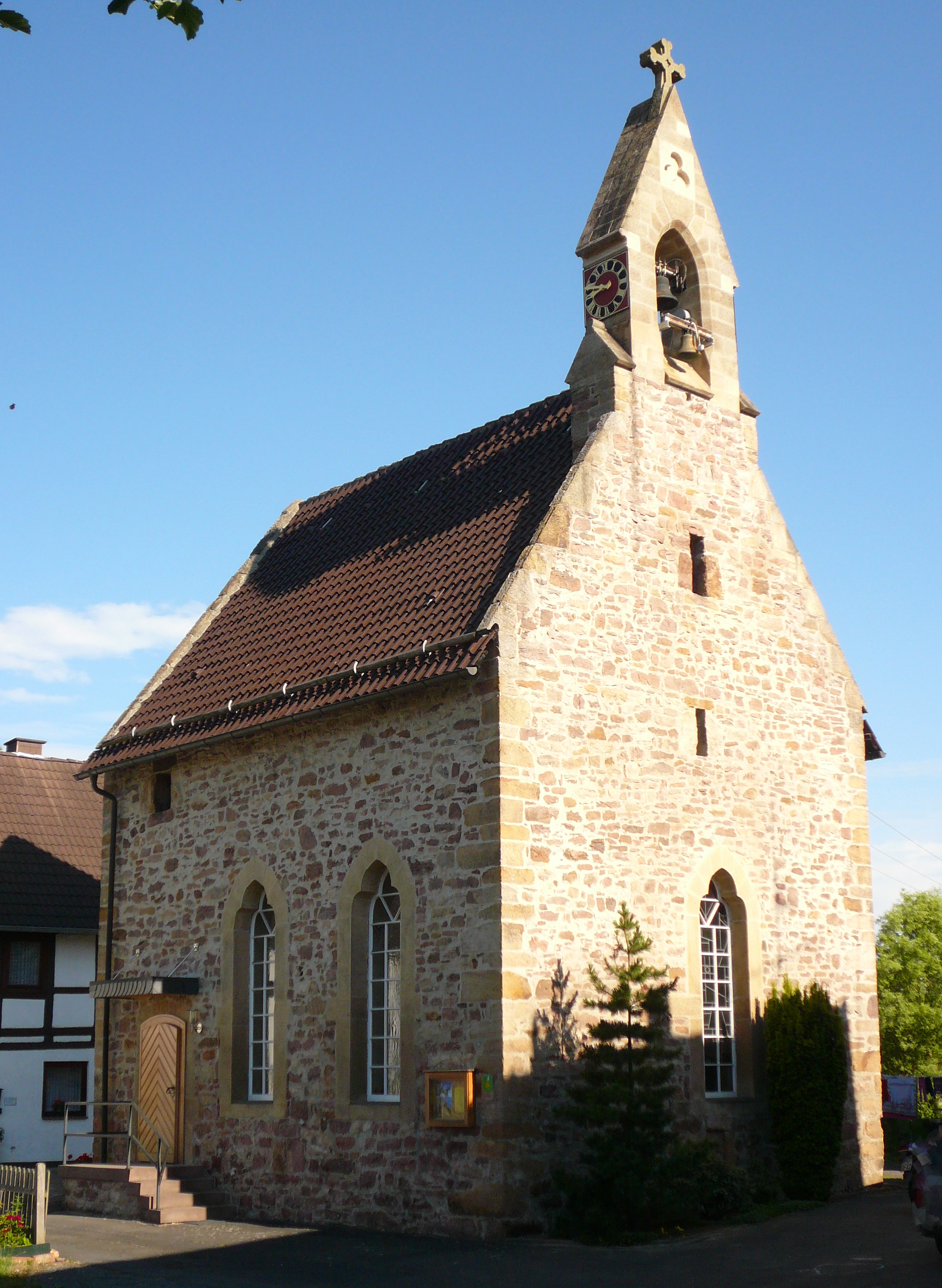
Dorfkapelle

In Verliehausen steht der kleine, aber markante Kapellenbau einer mittelalterlichen Wehrkirche.

Die Kapellengemeinde Verliehausen ist mit der Pfarrei Schoningen verbunden. Das Kapellengebäude ist als Wehrturm errichtet und liegt im alten Dorfkern dort, wo die Weserstraße über die Schwülme führt.
Die Entstehungszeit kann man nicht genau festlegen, sie muss jedoch zwischen dem 10. und 13. Jahrhundert liegen. Der Bau besteht aus einem hohen, im Grundriss rechteckigen Bruchsteingebäude von 7,57 Meter Breite und 9,58 Meter Länge, das im Giebel noch die für Wehrbauten typischen schartenförmigen Fensteröffnungen aufweist. Ursprünglich handelte es sich um einen mehrgeschossigen Bau, der auch in den tieferen Geschossen nur kleine Fensterscharten aufwies. Später wurde zum Schutz vor Überschwemmungen das umliegende Gelände und auch die Fußbodenebene der Kapelle erhöht und die ehemalige Erdgeschossdecke entfernt. Entfernte man die Decke des Erdgeschosses, so ist jene des ersten Stockwerks noch erhalten und bildet heute den Abschluss des Kapellenraumes. Das zweite Stockwerk ist mit seinen 1,7 m dagegen recht niedrig. An der Südwand unter der Dachtraufe über den heutigen Eingang, welcher auch einst der ursprüngliche Eingang gewesen war, befand sich die Einstiegsluke zum zweiten Obergeschoss. Seit 1519 wird der Wehrturm als Kapelle genutzt, die Umgestaltung vom Wehrturm zur Kapelle geschah schrittweise bis ins 20. Jahrhundert. So stammen die heutigen hohen neugotischen Fenster ebenso wie der Glockengiebel von einem Umbau im Jahre 1902.

## Infrastruktur
Durch den Ort führt die von Uslar über Verliehausen und Adelebsen nach Göttingen verlaufende Landesstraße. Die nächsten Autobahnanschlussstellen befinden sich an der A7 in Northeim, Nörten-Hardenberg und Göttingen. Regelmäßige Busverbindungen bestehen in Richtung Uslar und Göttingen.
In Verliehausen gibt es keine Industriebetriebe. Auch der Tourismus spielt praktisch keine Rolle.
Da auch die Landwirtschaft immer unbedeutender wird, müssen die meisten Erwerbstätigen in die umliegenden Orte und Städte auspendeln.